# تازه‌کند، شامکور
تزکند، شامکیر (به لاتین: Təzəkənd, Shamkir) یک منطقهٔ مسکونی در جمهوری آذربایجان است که در شهرستان شمکیر واقع شده‌است.

## خصوصیات
تزکند ۴٬۶۹۹ نفر جمعیت دارد.